# Rábaszentandrás
Rábaszentandrás is een plaats (község) en gemeente in het Hongaarse comitaat Győr-Moson-Sopron. Rábaszentandrás telt 538 inwoners (2001).